# Gargara luteinervis
Gargara luteinervis är en insektsart som beskrevs av William D. Funkhouser 1936. Gargara luteinervis ingår i släktet Gargara och familjen hornstritar. Inga underarter finns listade i Catalogue of Life.